# Steyr AUG
Steyr AUG is een serie vuurwapens die in 1977 verscheen, van het Oostenrijkse bedrijf Steyr Mannlicher. AUG staat voor Armee-Universal-Gewehr, wat "Universeel Leger Geweer" betekent. De naam Steyr AUG wordt vaak gebruikt om te verwijzen naar een specifiek wapen, en dan met name de eerste versie, die een 5,56×45mm NAVO-aanvalsgeweer was met een opvallend groen frame met ingebouwde kijker. Sindsdien zijn er verschillende wapens uitgegeven waaronder een machinepistool, een scherpschuttersgeweer en een licht machinegeweer. Het wapen is geëxporteerd naar meer dan twintig landen en is het standaardwapen van Australië, Luxemburg, Nieuw-Zeeland, Oostenrijk, Ierland en eens Maleisië.
Bijzonder aan het wapen is dat het een zogenaamd bull-pupgeweer is; dit betekent dat het vuurmechanisme en het magazijn achter de trekker zit. Hierdoor is de loop langer zonder dat het geweer in zijn geheel langer wordt en is het wapen dus meer accuraat dan andere wapens met dezelfde lengte. De Steyr AUG was een van de eerste bull-pupvuurwapens die in veel landen gebruikt werd en wordt vaak gezien als de eerste succesvolle bull-pup. Ook bijzonder is dat de buitenlaag van het wapen van polymeren is gefabriceerd, iets dat vrij nieuw was voor de tijd waarin de AUG uitgebracht werd.

## Geschiedenis
In 1960 was de Koude Oorlog al goed 15 jaar bezig en waren verschillende wapenfabrikanten bezig nieuwe wapens te ontwerpen, waaronder het Oostenrijks bedrijf Steyr-Mannlicher. Het ontwerp van de AUG werd dan begonnen maar het wapen stond pas op punt in 1975. 
In 1977 werd beslist het verouderde Sturmgewehr 58 in het Oostenrijkse leger te vervangen door de AUG, onder de naam Sturmgewehr 77. In 1978 kwam de productie van het wapen echt op gang en begonnen ook andere landen het potentieel van het toen nog vrij onbekende bull-pupsysteem in te zien.
De AUG was voor die tijd erg vooruitstrevend. Het wapen was door het bull-pupsysteem immers opmerkelijk accurater dan conventionele geweren van dezelfde lengte en was hierdoor ook betrouwbaarder te hanteren in kleinere ruimtes. Het was ook een van de eerste "modulaire" wapens, dat snel en gemakkelijk aan te passen was aan verschillende situaties, zonder veel te moeten veranderen aan de eigenlijke werking van het wapen.
De naam AUG (Armee-Universal-Gewehr—"universal army rifle") werd pas voor eerst gebruikt toen het wapen geëxporteerd begon te worden naar andere landen.
Doorheen de jaren werd het wapen geïntroduceerd in meer dan 40 landen. Meestal bij hun krijgsmachten, maar ook bij diverse politiediensten.
In België is een Steyr AUG 9x19mm-variant een van de collectieve wapens bij zowel de Lokale als Federale Politie.

## Modellen
Er zijn diverse modellen van dit geweer, waaronder:
- AUG A1: De reguliere versie uit 1977.
- AUG A2: Vergelijkbaar met de AUG A1, maar met een nieuw herlaadmechanisme en loskoppelbaar telescoopvizier.
- AUG A3: Vergelijkbaar met de AUG A2, maar met een MIL-STD-1913-rail.
- AUG A3 SF, ook bekend als de AUG A2 Commando: Vergelijkbaar met de AUG A2, maar met meerdere MIL-STD-1913-rails. In gebruik genomen door Oostenrijkse commando's in 2007.
- AUG A3 SA USA: Halfautomatische AUG A3, met loop van 407mm. Werd in de Verenigde Staten beschikbaar voor burgers in 2009.
- AUG P:Halfautomatische AUG A1 met een kortere loop.
- AUG HBAR (Heavy-Barreled Automatic Rifle): Een langere versie met zwaardere loop voor gebruik als light machine gun.
- AUG HBAR–T: een scherpschuttersgeweer gebaseerd op de HBAR.
- AUG Z: Halfautomatische versie, vergelijkbaar met de A2, vooral bedoeld voor gebruik door burgers.